# رانسدورف
رانسدورف (به آلمانی: Berlin-Rahnsdorf) یک منطقهٔ مسکونی در آلمان است که در Treptow-Köpenick واقع شده‌است. رانسدورف ۸٬۸۹۱ نفر جمعیت دارد.